# Otterthal
Otterthal är en ort och kommun  i Österrike. Den ligger i distriktet Neunkirchen i förbundslandet Niederösterreich, 70 kilometer söder om huvudstaden Wien.